# Wildest Dreams (album de Tina Turner)
Albums de Tina Turner
The Collected Recordings – Sixties to Nineties
(1994) Twenty Four Seven
(1999)
Singles
1. GoldenEye
Sortie : 7 novembre 1995
2. Whatever You Want
Sortie : 23 mars 1996
3. On Silent Wings
Sortie : 8 juin 1996
4. Missing You
Sortie : 25 juillet 1996
5. Something Beautiful Remains
Sortie : 19 octobre 1996
6. In Your Wildest Dreams
Sortie : 21 décembre 1996

Wildest Dreams est le neuvième album studio de Tina Turner, paru le 22 août 1996 sur le label Parlophone. Il a été double disque de platine au Royaume-Uni et en Europe.

## Aperçu
Cet album de Tina Turner inclut la chanson GoldenEye, thème du film éponyme de la saga James Bond. Ce titre a été écrit par Bono et The Edge du groupe irlandais U2 ; il a été enregistré et est sorti en tant que single en 1995. 

La chanson Confidential a été écrite et coproduite pour Turner par le groupe britannique Pet Shop Boys. Le chanteur et parolier du groupe, Neil Tennant, chante les chœurs de ce titre. 

Unfinished Sympathy est une reprise d'un titre de Massive Attack.

All Kinds of People a été coécrit par Sheryl Crow.

La chanson In Your Wildest Dreams a été réenregistrée en duo avec Barry White puis est sortie en single, atteignant la 32e place du UK Singles Chart. Ce duo figure sur la version américaine de l'album, dont l'ordre des pistes est différent de la version européenne et qui est sorti environ six mois après, avec une couverture différente.

Sting chante également sur le titre On Silent Wings, qui s'est hissé au 13e rang au Royaume-Uni. 
Six singles ont été tirés de l'album Wildest Dreams : GoldenEye, Whatever You Want (écrite par Taylor Dayne), On Silent Wings, la version de Turner de Missing You de John Waite, Something Beautiful Remains et la chanson titre In Your Wildest Dreams.
En 1997, l'album est sorti en Europe sous la forme d'un pack spécial en édition limitée avec un disque bonus incluant des remixes, des morceaux sans album et des enregistrements en live du concert de Turner à Amsterdam sur le Wildest Dreams Tour. L'édition double-CD a été publiée avec la même couverture que l'album des États-Unis.

## Liste des titres
| No  | Titre                                            | Auteur                                                           | Durée |
| --- | ------------------------------------------------ | ---------------------------------------------------------------- | ----- |
| 1.  | Do What You Do                                   | Terry Britten, Graham Lyle, Conner Reeves                        | 4:23  |
| 2.  | Whatever You Want                                | Arthur Baker, Taylor Dayne, Fred Zarr                            | 4:52  |
| 3.  | Missing You                                      | Mark Leonard, Chas Sandford, John Waite                          | 4:36  |
| 4.  | On Silent Wings (featuring Sting)                | James Ralston, Tony Joe White                                    | 6:12  |
| 5.  | Thief of Hearts                                  | Jud Friedman, Hellmut Hattler, Joo Kraus, Allan Rich             | 4:05  |
| 6.  | In Your Wildest Dreams (featuring Barry White)   | Mike Chapman, Holly Knight                                       | 5:33  |
| 7.  | GoldenEye (Single edit)                          | Bono, The Edge                                                   | 3:27  |
| 8.  | Confidential                                     | Chris Lowe, Neil Tennant                                         | 4:39  |
| 9.  | Something Beautiful Remains                      | Terry Britten, Graham Lyle                                       | 4:20  |
| 10. | All Kinds of People                              | Sheryl Crow, Kevin Gilbert, Eric Pressley                        | 4:43  |
| 11. | Unfinished Sympathy                              | Robert Del Naja, Daddy G, Shara Nelson, Jay Sharp, Andrew Vowles | 4:30  |
| 12. | Dancing in My Dreams                             | Mark Cawley, Kye Fleming, Brenda Russell                         | 12:05 |
| 13. | Love is a Beautiful Thing (Japanese bonus track) | Seth Swirsky                                                     | 3:45  |

| 1. | In Your Wildest Dreams (avec Barry White,)         | Mike Chapman, Holly Knight                       | 3:48 |
| 2. | Something Beautiful Remains (Joe Urban remis edit) | Terry Britten, Graham Lyle                       | 4:00 |
| 3. | The Difference Between Us                          | Nicholas Holland, Camus Mare Celli, Andrés Levin | 4:32 |
| 4. | River Deep, Mountain High (Live, Amsterdam 1996)   | Phil Spector, Jeff Barry, Ellie Greenwich        | 3:59 |
| 5. | We Don't Need Another Hero (Live, Amsterdam 1996)  | Terry Britten, Graham Lyle                       | 6:04 |
| 6. | Private Dancer (Live, Amsterdam 1996)              | Mark Knopfler                                    | 9:01 |
| 7. | Steamy Windows (Live, Amsterdam 1996)              | Tony Joe White                                   | 3:37 |
| 8. | The Best (Live, Amsterdam 1996)                    | Terry Britten, Graham Lyle                       | 7:13 |
| 9. | On Silent Wings (Live, Amsterdam 1996)             | James Ralston, Tony Joe White                    | 5:27 |

| 1.  | Missing You (Alternate mix)                                      | Mark Leonard, Chas Sandford, John Waite                          | 4:40 |
| 2.  | In Your Wildest Dreams (avec Barry White)                        | Mike Chapman, Holly Knight                                       | 5:29 |
| 3.  | Whatever You Want (Alternate mix)                                | Arthur Baker, Taylor Dayne, Fred Zarr                            | 4:31 |
| 4.  | Do What You Do                                                   | Terry Britten, Graham Lyle, Conner Reeves                        | 4:23 |
| 5.  | Thief of Hearts                                                  | Jud Friedman, [Hellmut Hattler, Joo Kraus, Allan Rich            | 4:05 |
| 6.  | On Silent Wings (featuring Sting)                                | James Ralston, Tony Joe White                                    | 6:12 |
| 7.  | Something Beautiful Remains                                      | Terry Britten, Graham Lyle                                       | 4:20 |
| 8.  | Confidential                                                     | Chris Lowe, Neil Tennant                                         | 4:39 |
| 9.  | The Difference Between Us                                        | Nicholas Holland, Camus Mare Celli, Andrés Levin                 | 4:32 |
| 10. | All Kinds of People                                              | Sheryl Crow, Kevin Gilbert, Eric Pressley                        | 4:43 |
| 11. | Unfinished Sympathy                                              | Robert Del Naja, Daddy G, Shara Nelson, Jay Sharp, Andrew Vowles | 4:30 |
| 12. | GoldenEye (Soundtrack version)                                   | Bono, The Edge                                                   | 4:46 |
| 13. | Dancing in My Dreams                                             | Mark Cawley, Kye Fleming, Brenda Russell                         | 6:45 |
| 14. | Something Beautiful Remains (Joe Urban remis edit, piste cachée) | Terry Britten, Graham Lyle                                       | 4:00 |

## Musiciens
| - Tina Turner : chant - Sting : chant - Barry White : chant (version US) - Antonio Banderas : chant - Anne Dudley : arrangements - Gavin Wright : chef d'orchestre - Terry Britten : guitare, basse, chœurs - Trevor Rabin : guitare, chœurs - Tim Pierce : guitare - J.J. Belle : guitare - Dominic Miller : guitare - David Rainger : guitare | - Chris Davis : cor d'harmonie - John Thirkell : cor d'harmonie - Andy Hamilton : cor d'harmonie - Steve Hamilton : cor d'harmonie - Peter Thoms : cor d'harmonie - Andy Bush : cor d'harmonie - Charles Olins : piano - Neil Tennant : claviers, chœurs - Chris Lowe : claviers - Lol Creme : claviers - Toby Chapman : claviers - Garry Hughes : claviers - Jamie Muhoberac : claviers - Richard Cottle : claviers | - Reggie Hamilton : basse - Andy Hess : basse - Keith Le Blanc : batterie - Graham Broad : batterie - Eric Ansten : batterie - Richie Stevens : batterie - Mike Higham : batterie - Trevor Horn : chœurs - Tessa Niles : chœurs - Lisa Fischer : chœurs - Miriam Stockley : chœurs - Conner Reeves : chœurs - The Durham Choir : chorale |

## Ventes, certifications et classements
| Pays                         | Certification                | Ventes    | Meilleur classement hebdomadaire (1996) |
| ---------------------------- | ---------------------------- | --------- | --------------------------------------- |
| Allemagne (BVMI)             | Platine                      | 500 000   | 2e                                      |
| Australie                    |                              |           | 14e                                     |
| Autriche (IFPI Autriche)     | Platine                      | 50 000    | 2e                                      |
| Belgique                     |                              |           | 3e (Ultratop Flandre)                   |
| Belgique                     | 7e (Ultratop Wallonie)       |           |                                         |
| Canada (Music Canada)        | Or                           | 50 000    | 29e                                     |
| Danemark                     |                              |           | 5e                                      |
| Écosse                       |                              |           | 5e                                      |
| Espagne                      |                              |           | 15e                                     |
| États-Unis (RIAA)            |                              | 475 000   | 61e (Billboard 200)                     |
| États-Unis (RIAA)            | 26e (Top R&B/Hip-Hop Albums) | 475 000   |                                         |
| Union européenne (IFPI)      | 2 x Platine                  | 2 000 000 | 2e                                      |
| Finlande (Musiikkituottajat) | Or                           | 32 622    | 3e                                      |
| France (SNEP)                | 2 x Or                       | 246 800   | 14e                                     |
| Hongrie                      |                              |           | 10e                                     |
| Italie                       |                              |           | 2e                                      |
| Nouvelle-Zélande (RMNZ)      | Platine                      | 15 000    | 1er                                     |
| Norvège (IFPI Norvège)       | Or                           | 25 000    | 6e                                      |
| Pays-Bas                     |                              |           | 4e                                      |
| Pologne (ZPAV)               | Or                           | 50 000    |                                         |
| Portugal                     |                              |           | 3e                                      |
| Royaume-Uni (BPI)            | 2 x Platine                  | 600 000   | 4e                                      |
| Suède (GLF)                  | Or                           | 50 000    | 5e                                      |
| Suisse (IFPI Suisse)         | Platine                      | 50 000    | 1er                                     |
| Estimations monde            | Estimations monde            | 6 000 000 |                                         |